# اوسترونگ
اوسترونگ (به لهستانی:  Ustroń) یک منطقهٔ مسکونی در لهستان است که در شهرستان چیشن واقع شده‌است. اوسترونگ ۵۸٫۹۲ کیلومتر مربع مساحت و ۱۵٬۴۱۴ نفر جمعیت دارد.

## خواهرخوانده
شهرهای پیه‌شتانی، هایدوننش، لوهاتشوویتسه، اویبودا و نویکیرشن-ولوین خواهرخوانده‌های اوسترونگ هستند.

## نگارخانه

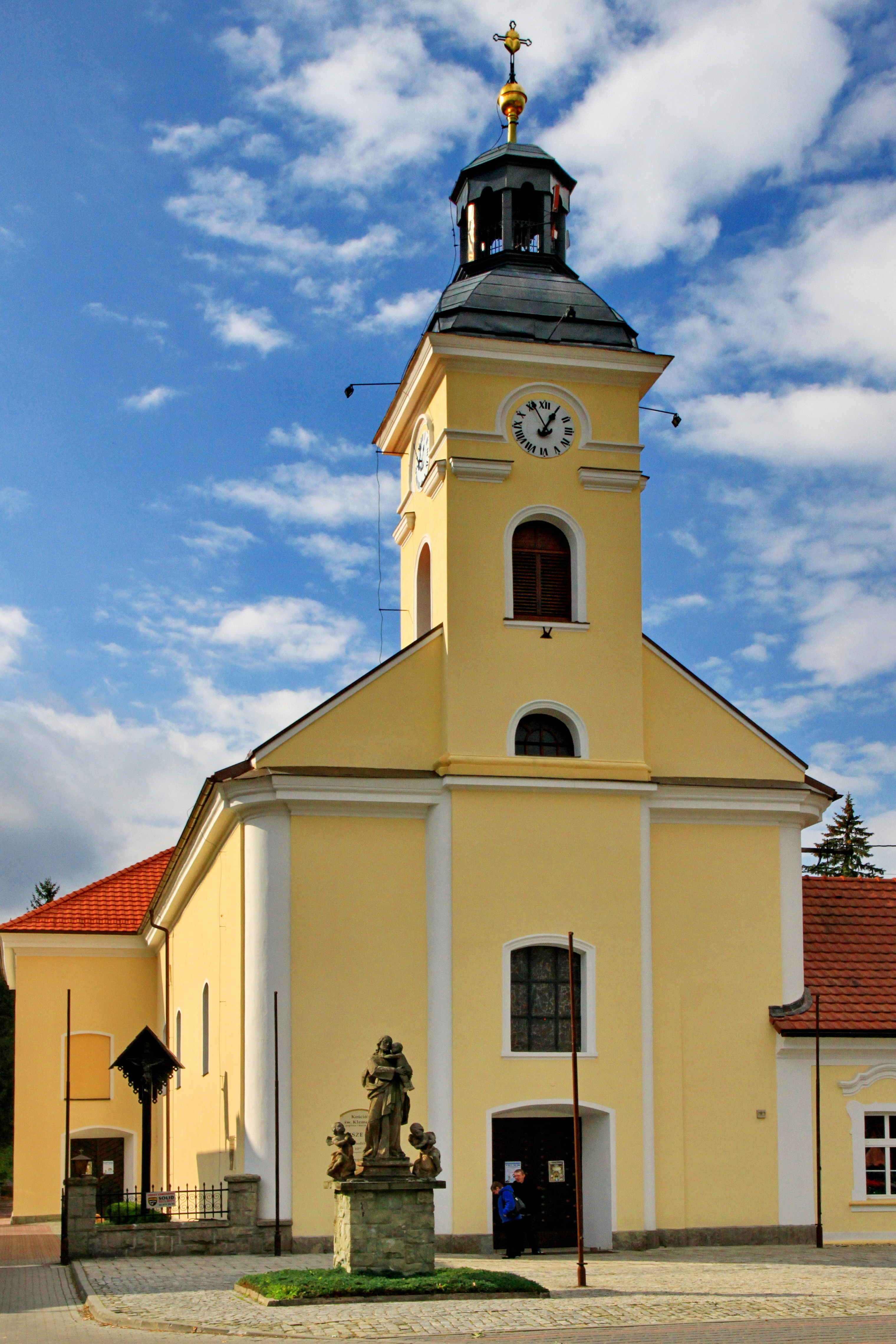
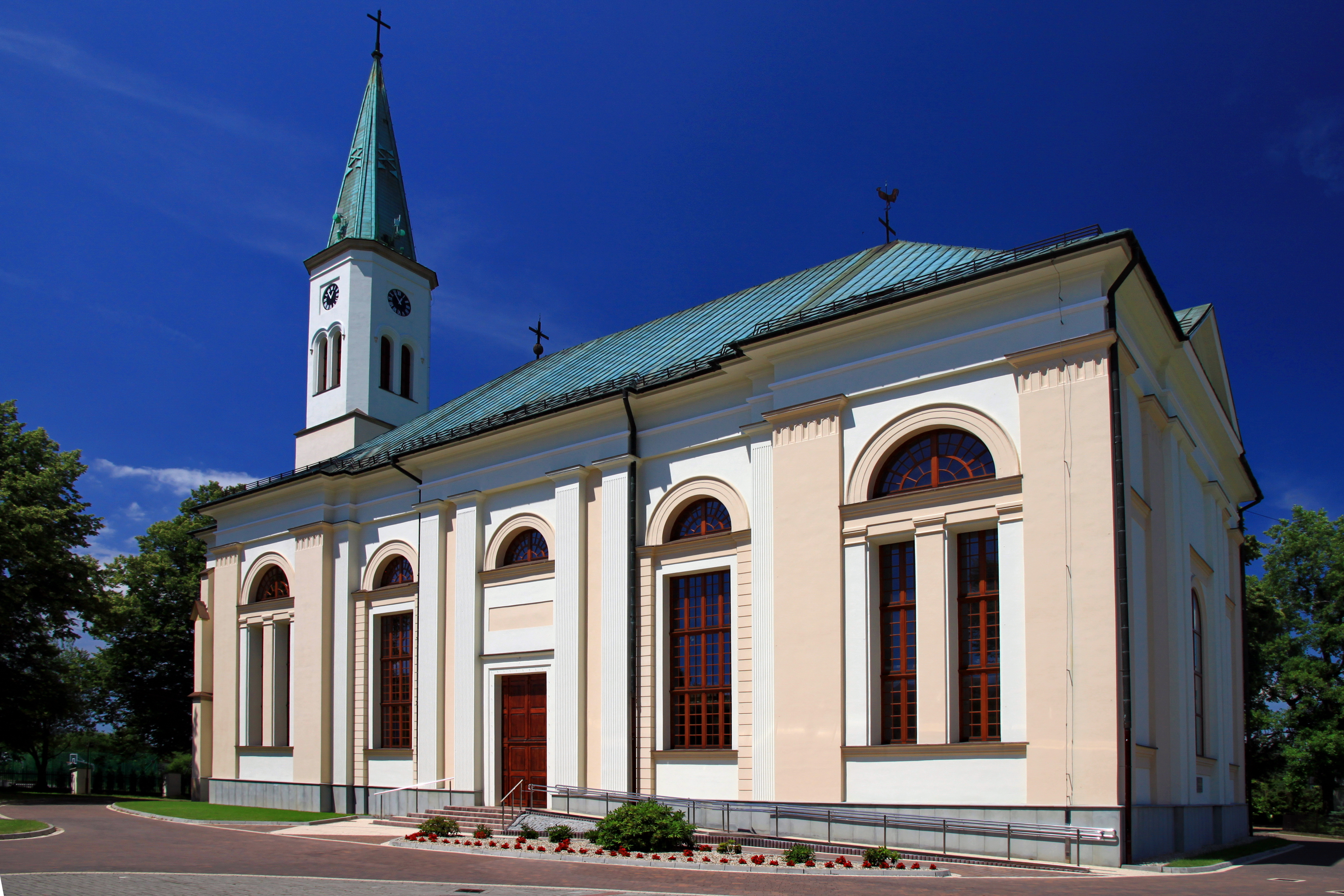